# Serafino Fortibraccia
Serafino Fortibraccia, OP (falecido em 1571) foi um prelado católico romano que serviu como bispo de Nemosia (1569–1571).

## Biografia
Serafino Fortibraccia foi ordenado bispo na Ordem dos Pregadores. A 24 de janeiro de 1569, foi nomeado durante o papado de Pio V como Bispo de Nemosia. No dia 13 de fevereiro de 1569, foi consagrado bispo por Giulio Antonio Santorio, arcebispo de Santa Severina, com Giovanni Agostino Campanile, bispo de Minori, e Umberto Locati, bispo de Bagnoregio, servindo como co-consagradores. Serviu como Bispo de Nemosia até à sua morte em 1571, no Cerco de Famagusta.